# クラフトブレーキ
クラフトブレーキ (Kraft break) とは、恒星の自転に見られる特有の傾向のこと。有効温度6200ケルビンを境に、低温側の恒星で平均的な自転角速度が突然遅くなることを指す。天文学者のロバート・クラフトが発見した。
この「ブレーキ」は、恒星が厚い対流層を持つかどうかの違いを反映したものと解されている。厚い対流層を伴う低温の恒星では、対流層におけるダイナモ作用で磁場が保たれる。この磁場は恒星風に角運動量を受け渡して自転を減速させることになる（磁場ブレーキ）。一方、6200ケルビンより高温の恒星では薄い対流層しか生じないため、磁場ブレーキのプロセスは非効率的になり、高速自転が長く保たれる。